# Kékpróba
A Kékpróba (eredeti cím: Rookie Blue) 2010-től 2015-ig futott kanadai televíziós filmsorozat, amelyet Morwyn Brebner, Tassie Cameron és Ellen Vanstone készített és a Thump Inc. forgalmazott. Kanadában a Global vetítette 2010. június 24. és 2015. július 29. között, Amerikában pedig az ABC sugározta. Magyarországon elsőként a Universal Channel mutatta be 2010. szeptember 30-án, később pedig az AXN is műsorra tűzte.

## Cselekmény
A sorozat alapvetése, hogy más nyomozós sorozatokkal ellentétben, amikben egy már éveket maga mögött tudó, profi rendőr ügyeit kíséri figyelemmel, itt a friss újoncokon van a hangsúly. A történet egy ötfős rendőrcsapatről szól, akiket együtt képeztek ki az akadémián és akik most már a nagyvárosban igyekeznek helytállni. Traci, Andy, Dov, Chris és Gail igyekeznek a kinti világban is összetartani, miközben rájönnek, hogy vannak dolgok, amikre az akadémia se tud felkészíteni.

## Szereplők
| Szereplő                  | Színész                   | Magyar hang |
| Főszereplők               | Főszereplők               | Főszereplők |
| ------------------------- | ------------------------- | --- |
| Andrea "Andy" McNally     | Missy Peregrym            | Bogdányi Titanilla |
| Chris Diaz                | Travis Milne              | Előd Álmos |
| Gail Peck                 | Charlotte Sullivan        | Molnár Ilona |
| Traci Nash                | Enuka Okuma               | Nemes Takách Kata |
| Dov Epstein               | Gregory Smith             | Minárovits Péter (1-4. évad, 1. szinkron) Markovics Tamás (5-6. évad, 1. szinkron)                                      |
| Dov Epstein               | Gregory Smith             | Minárovits Péter (1-3. évad, 2. szinkron) Markovics Tamás (4-6. évad, 2. szinkron)                                      |
| Nick Collins              | Peter Mooney              | Welker Gábor |
| Chloe Price               | Priscilla Faia            | Böhm Anita |
| Samuel "Sam" Swarek       | Ben Bass                  | Csőre Gábor |
| Oliver Shaw               | Matt Gordon               | Tarján Péter |
| Noelle Williams           | Melanie Nicholls-King     | Andresz Kati |
| Jerry Barber              | Noam Jenkins              | Makranczi Zalán |
| Luke Callaghan            | Eric Johnson              | Mészáros András (1. évad) Dányi Krisztián (2-4. évad)                                                                   |
| Frank Best                | Lyriq Bent                | Kossuth Gábor (1. évad) Fazekas István (2-5. évad)                                                                      |
| Steve Peck                | Adam MacDonald            | Stern Dániel (1. évad) Szabó Máté (4-6. évad)                                                                           |
| Marlo Cruz                | Rachael Ancheril          | Bánfalvi Eszter (4. évad, 1. szinkron) Peller Anna (5-6. évad, 1. szinkron)                                             |
| Marlo Cruz                | Rachael Ancheril          | Bánfalvi Eszter (4. és 6. évad, 5x11. rész, 2. szinkron) Szilágyi Csenge (5x10. rész, 2. szinkron)                      |
| Mellékszereplők           |                           | |
| Boyko őrmester            | Aidan Devine              | Törköly Levente |
| Donovan Boyd              | Aaron Abrams              | Csizmadia Gergely (1x03. rész) Maday Gábor (1x13. rész) Dolmány Attila (2x10. rész) Pál Tamás (2x11-13. rész)           |
| Jo Rosati                 | Camille Sullivan          | Kiss Eszter |
| Sue Tran                  | Mayko Nguyen              | Vadász Bea (2. évad) |
| Jacob Blackstone          | Louis Ferreira            | Forgács Péter (1. szinkron) Barabás Kiss Zoltán (2. szinkron)                                                           |
| Bailey őrmester           | Jim Codrington            | Csík Csaba Krisztián (3x13. rész) Potocsny Andor (4x13. rész)                                                           |
| Bailey őrmester           | Jim Codrington            | Bolla Róbert (5x01-10. rész, 1. szinkron) Kisfalusi Lehel (5x11. rész, 1. szinkron) Sarádi Zsolt (6. évad, 1. szinkron) |
| Bailey őrmester           | Jim Codrington            | Petridisz Hrisztosz (5-6. évad, 2. szinkron)                                                                            |
| Holly Stewart             | Aliyah O'Brien            | Madarász Éva |
| Wesley Cole               | Clé Bennett               | Stern Dániel |
| Duncan Moore              | Matt Murray               | Kovács Lehel |
| John Jarvis felügyelő     | Oliver Becker             | Juhász György |
| Alonso Santana parancsnok | Richard Chevolleau        | Faragó József |
| Juliet Ward               | Erin Karpluk              | Roatis Andrea (2. szinkron)                                                                                             |
| Frankie Anderson          | Katharine Isabelle        | Pap Katalin (1. szinkron) Szilágyi Csenge (2. szinkron)                                                                 |
| Dex Slade                 | Jefferson Brown           | Élő Balázs (1-2. évad) Pál Tamás (5. évad)                                                                              |
| Tommy McNally             | Peter MacNeill            | Forgács Gábor |
| Claire McNally            | Barbara Williams          | Antal Olga (3x05. rész) Tallós Rita (3x06. rész)                                                                        |
| Zoe Shaw                  | Stacy Smith               | Farkasinszky Edit (3. és 5. évad, 1. szinkron) Téglás Judit (4. évad, 1. szinkron)                                      |
| Zoe Shaw                  | Stacy Smith               | Farkasinszky Edit (2. szinkron)                                                                                         |
| Izzy Shaw                 | Chloe Rose                | Nagy Blanka (1. és 6. évad, 1. szinkron) Hermann Lilla (5. évad, 1. szinkron)                                           |
| Izzy Shaw                 | Chloe Rose                | Nagy Blanka (2. szinkron)                                                                                               |
| Celery                    | Emily Hampshire           | Ábel Anita |
| Sarah Swarek              | Robin Brûlé               | Németh Borbála (1. szinkron) Tarr Judit (2. szinkron)                                                                   |
| Jay Swarek                | Nicholas Campbell         | Borbiczki Ferenc (1. szinkron)                                                                                          |
| Jay Swarek                | Nicholas Campbell         | Bezerédi Zoltán (5. évad, 2. szinkron) Borbiczki Ferenc (6. évad 2. szinkron)                                           |
| Finn Collins              | Peter Stebbings           | Szatory Dávid (1. szinkron) Pavletits Béla (2. szinkron)                                                                |
| További magyar hangok     |                           | |
| Diszpécser                | Bálizs Anett, Gardi Tamás | Bálizs Anett, Gardi Tamás                                                                                               |

## Évados áttekintés
| Évad | Évad | Epizódok | Eredeti sugárzás | Eredeti sugárzás     | Eredeti adó | Magyar sugárzás      | Magyar sugárzás     | Magyar adó        |
| Évad | Évad | Epizódok | Évadpremier      | Évadfinálé           | Eredeti adó | Évadpremier          | Évadfinálé          | Magyar adó        |
| ---- | ---- | -------- | ---------------- | -------------------- | ----------- | -------------------- | ------------------- | ----------------- |
|      | 1    | 13       | 2010. június 24. | 2010. szeptember 9.  | Global      | 2010. szeptember 3.  | 2010. november 24.  | Universal Channel |
|      | 2    | 13       | 2011. június 23. | 2011. szeptember 8.  | Global      | 2011. október 7.     | 2011. december 23.  | Universal Channel |
|      | 3    | 13       | 2012. május 24.  | 2012. szeptember 6.  | Global      | 2012. szeptember 18. | 2012. december 11.  | Universal Channel |
|      | 4    | 13       | 2013. május 23.  | 2013. szeptember 12. | Global      | 2013. szeptember 17. | 2013. december 3.   | Universal Channel |
|      | 5    | 11       | 2014. május 19.  | 2014. augusztus 6.   | Global      | 2014. szeptember 22. | 2014. december 1.   | Universal Channel |
|      | 6    | 11       | 2015. május 21.  | 2015. július 29.     | Global      | 2015. június 30.     | 2015. szeptember 8. | Universal Channel |

## Fordítás
- Ez a szócikk részben vagy egészben  a   Rookie Blue című angol Wikipédia-szócikk fordításán alapul.  Az eredeti cikk szerkesztőit annak laptörténete sorolja fel. Ez a jelzés csupán a megfogalmazás eredetét és a szerzői jogokat jelzi, nem szolgál a cikkben szereplő információk forrásmegjelöléseként.